# Sylvie Maréchal
 (juin 2010).
Si vous disposez d'ouvrages ou d'articles de référence ou si vous connaissez des sites web de qualité traitant du thème abordé ici, merci de compléter l'article en donnant les références utiles à sa vérifiabilité et en les liant à la section « Notes et références ».
Sylvie Maréchal est une chanteuse française, née le 25 avril 1967 dans le 12e arrondissement de Paris et morte le 12 mars 2016 à Bordeaux.

## Discographie

### 45 T et singles
- 1988 : Mercedes rouge (adapté par Vivien Savage du "Mercedes Benz" de Janis Joplin) / Formentara (BMG/Ariola)
- 1988 : La Vie Lola (BMG/RCA)
- 1990 : J'ai l'rock t'as l'blues (bonus beat) / J'ai l'rock t'as l'blues / Bonne chance Eddie (BMG/RCA)
- 1992 : On s'fait du mal (BMG/RCA)
- 1993 : Aller et venir (BMG/RCA)

### Albums
- 1989 : J’ai l’rock, t’as l’blues (avec nouvelle version de Mercedes rouge (Mercedes blues) (BMG/RCA)
- 1993 : Voie lactée (BMG/RCA)
- 1993 : Faith Healing (produit par Dave Stewart du groupe Eurythmics) (BMG/RCA)
- 1995 (avec Jack Tocah) Des esprits libres
- 1998 (avec Jack Tocah) Otcha
- 2013 (avec Jack Tocah) Providence